# NGC 5093
NGC 5093 ist eine 13,7 mag helle Spiralgalaxie  vom Hubble-Typ Sb im Sternbild Jagdhunde am Nordsternhimmel. Sie ist schätzungsweise 322 Millionen Lichtjahre von der Milchstraße entfernt und hat einen Durchmesser von etwa 135.000 Lichtjahren.
Im selben Himmelsareal befindet sich u. a. die Galaxie NGC 5083.
Das Objekt wurde am 18. März 1787 von Wilhelm Herschel mit einem 18,7-Zoll-Spiegelteleskop entdeckt, der sie dabei mit „vF, S, lbM“ beschrieb.